# КСК «Чексіл»
КСК «Чексіл» (Черні́гівський камво́льно-суко́нний комбіна́т, «Чернігіввовна») — одне з найбільших підприємств текстильної промисловості в Україні. Першу чергу комбінату введено в дію 1963.
Комбінат має основні виробництва; камвольно-чесальне, камвольно-прядильне, апаратно-прядильне, ткацьке і оздоблювальне.
Основна продукція: пряжа камвольна й апаратна, вовняні та сирові вироби.